# Euscelidius spathulatus
Euscelidius spathulatus är en insektsart som beskrevs av Logvinenko 1977. Euscelidius spathulatus ingår i släktet Euscelidius och familjen dvärgstritar. Inga underarter finns listade i Catalogue of Life.